# Лейди Годайва
Лейди Годайва (на английски: Lady Godiva или Godgifu на староанглийски) (990 г. – 10 септември 1067 г.) е англосаксонска аристократка, която, според легендата, е яздила кон гола по улиците на Ковънтри в Англия с цел да спечели премахване на потискащия данък, наложен от съпруга ѝ върху поданиците си. Името „Надничащият Том“ (Peeping Tom), което всъщност е метафора за воайор, идва от по-късните версии на тази легенда, където мъж, на име Том, гледал дамата как язди и бил ослепен.

## Историческата фигура
Годайва била жена на Леофрик (968 – 1057), граф на Мерсия.
Името ѝ се споменава в Книгата на Страшния съд. Англосаксонското име Годгифу (на староанглийски Godgifu) означава „Божи дар“; а името Годайва е латинска версия. Откакто името става популярно, се появяват негови съвременни варианти.
Също така според хрониките на Илай, Liber Eliensis (края на 12 век), тя е била вдовица, когато се е омъжила за Леофрик. Двамата били щедри дарители за много манастири. През 1043 г. Леофрик открил и дарил Бенедиктинския манастир на Ковънтри. Писмено през 12 век, Роджър от Уендовър признава на Годайва убедителното въздействие на този акт. През 1050 г. нейното име е свързано с това на нейния съпруг със съгласието на манастирската земя на Сент Мери, Уорстър и дарението на катедралата при Стоу Сент Мери, Линкълншър. Тя и съпругът ѝ са ознаменувани като дарители и на други манастири в Лемстър, Честър, Мъч Уенлок и абатство Ийвшам.
Нейното послание, „Ego Godiva Comitissa diu istud desideravi“, се появява на поискания правен устав, даден от Торолд от Бъкнал на Бенедиктинския манастир от Спалдинг. Този правен устав обаче е смятан за фалшив от много историци. Дори да е така, някои генеалози твърдят, че Торолд, който се появява в книгата Дуумсдей (историческа книга, в която са били вписани всички владения на Англия, съставена по заповед на Уилям Завоевателя през 1086 г.) като шериф на Линкълншър, е бил вероятно неин брат.
След смъртта на Леофрик през 1057 г. неговата вдовица преживяла Норманското нашествие през 1066 г. Тя се появява в историята на второто пришествие като една от малкото англосаксонки и като единствената жена, притежаваща значителна земя след завладяването. По време на това велико проучване през 1086 г. Годайва умряла, но нейните бивши земи са познати и изброени. И така, Годайва очевидно е умряла между 1066 и 1086 г. Някои източници твърдят, че е починала на 10 септември 1067 г.
Мястото, където Годайва е била погребана, е спорно. Според един източник е била вероятно погребана в църквата на Светата Троица в Ийвшам, която не е просъществувала дълго време. Обаче романистката Октавиа Рандолф казва, че Годайва е била погребана до съпруга си в църква в Ковънтри.
Дъгдейл (1656) казва, че витрина с презентации на Леофрик и Годайва е бил поставена в църквата на Светата Троица, Ковънтри, по времето на Ричард II.

## Легендата
Според популярната история, красивата Лейди Годайва съжалила хората от Ковънтри, които страдали тежко заради потискащите данъци на нейния съпруг. Лейди Годайва молила отново и отново съпруга си, който упорито отказвал да опрости данъците. Накрая, уморен от нейната настойчивост, той казал, че ще удовлетвори молбата ѝ, ако тя язди гола по улиците на града. Лейди Годайва приела думата му и, след като призовала всички хора да се приберат у дома си и да затворят прозорците, тя яздила по улиците, покрита само с дългата си коса. Само един човек в града – шивач, впоследствие познат навсякъде като Надничащият Том, не уважил молбата ѝ – един от най-известните случаи на воайорство. Според историята, Том пробил дупка на капака на прозореца си, за да може да види как минава Годайва, и бива ослепен заради дързостта си. Накрая съпругът на Годайва удържал на думата си и отменил тежките данъци.
Най-старата версия на легендата гласяла, че Годайва минала покрай чаршията на Ковънтри от единия до другия ѝ край, докато хората били събрани и само двама рицари се грижили за тях. Тази версия е дадена във Флорес Хисториарум от Роджър от Уендовър (починал през 1236), до известна степен наивен колекционер на анекдоти, който цитирал всичко това от някакъв по-ранен писател. По-късната история, със споменаването на „Надничащият Том“ се появила за първи път измежду творбите на летописците от 17 век.

## Галерия
- Маршал Клакстън: Лейди Годайва (1850), Музей Хърбърт, Ковънтри
- Едмънд Лейтън: Лейди Годайва (1892)
- Лейди Годайва в Музея Мейдстоун
- Лейди Годайва в Музея Хърбърт
- Лейди Годайва в Броудгейт, Ковънтри
- Broadgate Clock, Ковънтри